# Argentina latente
Pour plus de détails, voir Fiche technique et Distribution.
Argentina latente est un film documentaire argentin réalisé par Fernando Solanas, sorti en 2007.

## Synopsis
Fernando Solanas parcourt différentes régions de l'Argentine, interviewant des techniciens, des ingénieurs, des travailleurs et des scientifiques, mettant ainsi en évidence le potentiel économique et humain du pays et qui n'est pas utilisé. Il souligne ainsi le contraste d'être un pays immensément riche en raison de sa taille, de la diversité climatique propice aux cultures, des ressources minières, du gaz et des hydrocarbures, et d'être aussi un pays avec une forte pauvreté, conséquence de leur mauvaise utilisation et gestion de ce richesses par des entreprises privées.

## Fiche technique
- Titre français : Argentina latente
- Réalisation : Fernando Solanas
- Scénario : Fernando Solanas
- Pays d'origine : Argentine
- Format : Couleurs - 35 mm
- Genre : documentaire
- Durée : 97 minutes
- Date de sortie :
  - Argentine : 24 mai 2007

## Récompense
- Festival international du nouveau cinéma latino-américain de La Havane 2007 : prix spécial du jury